# 哥倫布章克申 (愛荷華州)
哥倫布章克申（英語：Columbus Junction）是一個位於美國愛荷華州路易莎縣的城市。

## 地理
哥倫布章克申的座標為41°16′42″N 91°21′45″W / 41.27833°N 91.36250°W，而該地的平均海拔高度為184米（即604英尺）。

## 人口
根據2010年美國人口普查的數據，哥倫布章克申的面積為5.67平方千米，當中陸地面積為5.67平方千米，而水域面積為0.00平方千米。當地共有人口1899人，而人口密度為每平方千米334人。